# پیوساسکو
پیوساسکو (به ایتالیایی: Piossasco) یک کومونه در ایتالیا است که در استان تورین واقع شده‌است.

## خصوصیات
پیوساسکو ۴۰٫۰ کیلومترمربع مساحت و ۱۸٬۴۱۲ نفر جمعیت دارد و ۳۰۴ متر بالاتر از سطح دریا واقع شده‌است.

## خواهرخوانده
شهر Cran-Gevrier خواهرخواندهٔ پیوساسکو هست.